# Inteeltcoëfficiënt
De inteelt- of verwantschapscoëfficiënt is de te verwachten afname van heterozygoten en is afhankelijk van de verwantschapsgraad van beide ouders.
{\displaystyle F={\frac {1}{2^{n_{v}+n_{m}+1}}}}
waarbij
nv= aantal generaties aan vaders kant
nm= aantal generaties aan moeders kant